# Adventivpflanze

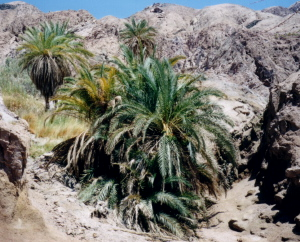
Dattelpalmen im Sinai, Ägypten – eine Dattelpalme, die sich in einem Hinterhof in Berlin-Kreuzberg selbst aussäte, würde man als Adventivpflanze bezeichnen. Sie hätte allerdings wenig Chancen, sich in Mitteleuropa zu etablieren.

Als Adventivpflanzen bezeichnet man solche Pflanzen, die sich an einem nicht ihrem Ursprungsgebiet entsprechenden Ort durch anthropogenen Einfluss etablieren konnten. Adventive Arten sind also alle nur durch Mithilfe des Menschen etablierten wild wachsenden Arten (ohne die Kulturpflanzen), im Gegensatz zu den einheimischen Arten (mit dem Fachterminus Indigene).
Innerhalb der Zierpflanzenzüchtung und der Aquaristik hat sich ein anderer Sprachgebrauch eingebürgert. In diesen Bereichen werden als Adventivpflanze solche Pflanzen benannt, die durch vegetative Vermehrung als Absenker oder Ableger (Sprossstücke oder ausgetriebene Brutzwiebeln, die durch Kontakt mit dem Boden Wurzeln ausbilden) erzeugt worden sind. Diese Verwendung des Ausdrucks besteht unabhängig von der botanischen Verwendung.
Adventivpflanzen werden, je nach Fragestellung und Blickwinkel, in unterschiedliche Unterkategorien eingeteilt:
1. Einteilung nach Zeitpunkt
- Archäophyten sind vor 1492 eingeführt
- Neophyten sind nach 1492 eingeführt worden oder eingewandert.

Das Jahr 1492 ist ein konventionell gewählter Bezugspunkt. Mit der „Entdeckung“ Amerikas und dem Zeitalter der Entdeckungen und des Kolonialismus gelangten im großen Stil fremde Arten aus anderen Erdteilen in neue Gebiete. Die meisten Archäophyten sind mit der Einführung des Ackerbaus (im Neolithikum) eingewandert. Der Status einer Art als Archäophyt ist meist (aus Standort und Ökologie der Art) erschlossen und kaum direkt nachweisbar.
2. Einteilung nach Etablierungsgrad
- Agriophyten: Arten, die in die natürliche oder naturnahe Vegetation eingedrungen sind und sich hier ohne menschliche Eingriffe halten könnten.
- Epökophyten: Arten, die nur in vom Menschen geprägte Vegetationseinheiten, wie Wiesen, Unkrautfloren oder Ruderalvegetation, vorkommen, aber hier fest eingebürgert sind.
- Ephemerophyten: Arten, die nur unbeständig eingeschleppt sind, kurzlebig aus Kultur verwildern oder ohne ständigen Samennachschub wieder verschwinden würden.

3. Einteilung nach Einwanderungsweg
- spontane Einwanderer (manchmal als „Akolutophyten“ bezeichnet) sind aus eigener Kraft ohne direkte menschliche Mithilfe eingewandert, zum Beispiel wenn durch Kultur oder Bodenveränderungen neue Standorte geschaffen wurden.
- Begleiter (manchmal auch „Xenophyten“) sind durch menschlichen Transport eingeschleppt. Beispiele wären Saatgutbegleiter, die durch ihre Ähnlichkeit zu Kulturpflanzensamen unabsichtlich mit ausgesät wurden, oder „Wolladventive“, die beim Transport von Schafwolle im Wollvlies haftend eingeschleppt wurden.
- verwilderte Arten oder Kulturflüchtlinge im engeren Sinne sind solche, die ursprünglich kultiviert worden sind, sich später aber aus der Kultur entkommend aus eigener Kraft ausbreiten konnten. Solche Abkömmlinge ursprünglicher Kultursippen unterliegen mit ihrer Verwilderung wieder der natürlichen Evolution und können sich mehr oder weniger rasch sowohl von der Kulturform selbst als auch von der ursprünglichen Wildsippe unterscheiden, die der Kultur vorangegangen war. Manchmal werden diese als „Ergasiophygophyten“ bezeichnet.

Adventivpflanzen findet man häufig an Frachtbahnhöfen, entlang von Bahnstrecken und Hafengebieten sowie Flughäfen, aber auch an Straßen. Samen vieler Arten sind dort zufällig mit dem Import von Waren eingeführt worden (sogenannte Agochorie). Auch durch Saatgutverunreinigungen werden gelegentlich neue Pflanzen eingeführt, die sich kurzfristig fortpflanzen konnten (sogenannte Speirochorie). Agochorie und Speirochorie sind Unterformen der Hemerochorie. Die Samen können auch in Radkästen hängen, so dass sie entlang von Fernstraßen transportiert und verbreitet werden. Der Anteil der Adventivarten in offenen Ruderalfluren an solchen Standorten kann 30 % der Flora dieser Standorte übersteigen. In natürlicher und naturnaher Vegetation sind Adventivpflanzen viel seltener. Ihr Anteil liegt hier zwischen Null und etwa 5 %.